# 西川秀郎
西川 秀郎（にしかわ ひでお、1953年1月20日 - ）は、日本の経営者。阪神百貨店社長を務めた。兵庫県出身。

## 経歴・人物
195年に関西学院大学経済学部を卒業し、同年に阪神百貨店に入社した。2003年6月に取締役に就任し、2005年6月には社長に就任。2008年10月には阪急阪神百貨店代表取締役に就任。